# BMX-Rennsport-Weltmeisterschaften/Zeitfahren der Juniorinnen
Das Zeitfahren der Juniorinnen war ein Wettbewerb bei den BMX-Rennsport-Weltmeisterschaften. Es wurde mit 20-Zoll-Rädern ausgetragen.
Das Zeitfahren war erstmals 2010 bei den Weltmeisterschaften eingeführt worden, allerdings noch nicht als eigenständiger Wettkampf, sondern als Qualifikation für den Hauptwettbewerb, das BMX-Rennen, um dessen Länge zu verkürzen. Ab 2011 kamen die besten 8 Fahrerinnen dieser Qualifikation in ein so genanntes Superfinale, in der eine Zeitfahr-Weltmeisterin ermittelt wurde; diese erhielt eine spezielle Version des Regenbogentrikots. Ab 2013 gab es stärkere Zugangsbeschränkungen zur WM. Das Zeitfahren diente nun zur Ermittlung der Setzliste für das BMX-Rennen und als Qualifikation zum Zeitfahr-Superfinale. Nach 2016 wurde das Zeitfahren gänzlich abgeschafft.

## Palmarès
| Jahr | Austragungsort | Gold            | Silber          | Bronze             |
| ---- | -------------- | --------------- | --------------- | ------------------ |
| 2011 | Kopenhagen     | Melinda McLeod  | Brooke Crain    | Nadja Pries        |
| 2012 | Birmingham     | Felicia Stancil | Nadja Pries     | Simone Christensen |
| 2013 | Auckland       | Felicia Stancil | Rachel Jones    | Sarah Sailer       |
| 2014 | Rotterdam      | Sandie Thibaut  | Doménica Azuero | Shealen Reno       |
| 2015 | Heusden-Zolder | Axelle Étienne  | Ruby Huisman    | Natalia Afremowa   |
| 2016 | Medellín       | Merel Smulders  | Beth Shriever   | Ruby Huisman       |

## Medaillenspiegel
| Platz  | Land               | Gold | Silber | Bronze | Gesamt |
| ------ | ------------------ | ---- | ------ | ------ | ------ |
| 1      | Vereinigte Staaten | 2    | 1      | 1      | 4      |
| 2      | Frankreich         | 2    | 0      | 0      | 2      |
| 3      | Niederlande        | 1    | 1      | 1      | 3      |
| 4      | Australien         | 1    | 1      | 0      | 2      |
| 5      | Deutschland        | 0    | 1      | 2      | 3      |
| 6      | Ecuador            | 0    | 1      | 0      | 1      |
| 6      | Großbritannien     | 0    | 1      | 0      | 1      |
| 8      | Dänemark           | 0    | 0      | 1      | 1      |
| 8      | Russland           | 0    | 0      | 1      | 1      |
| Gesamt | Gesamt             | 6    | 6      | 6      | 18     |